# Les Affaires
Les Affaires est un journal économique québécois. Fondé en 1928, le journal fait partie du Groupe Contex inc. depuis 2019. Le journal publie mensuellement sa version papier et quotidiennement sur le web.

## Historique
Les affaires est fondé à Québec en 1928 par Raoul Renaud à la suite de la fusion de 2 autres de ses publications, La clé d’or et le guide de l’acheteur. Les affaires est publié sous forme de revue.
L’objectif de Raoul Renaud avec cette publication est de faciliter l’apprentissage des affaires pour les Canadiens français qui n’avaient, à cette époque, que peu ou pas de ressources en Littératie économique contrairement aux Canadiens anglais qui ont accès à des revues et des manuels techniques.
Durant les premières années, on y aborde des sujets concrets d’administration : la prospection de clients, la formation des employés, la correspondance commerciale et l’ameublement de bureau. On y trouve également des articles de conseils pratiques et de style de vie par exemple sur «la culture physique de l’homme d’affaires».
En 1933, Raoul Renaud donne la revue à un de ses collaborateurs, Louis-Alexandre Bélisle. Sous sa direction, le périodique réoriente son approche et traite des aspects plus humains des affaires et de la psychologie appliquée au monde des affaires. Pendant la Seconde Guerre mondiale, la revue tente de répondre aux questions que celle-ci soulève chez les hommes d’affaires, .

### 1960-1980
Louis-Alexandre Bélisle cède l’entreprise au Conseil d’expansion économique inc. Mené par Séraphin Vachon. La publication change de format ; la revue devient un journal et déménage à Montréal. L’orientation générale du journal durant ces années est de responsabiliser l’homme d’affaires vis-à-vis de sa place et de ses responsabilités dans la communauté. 

### 1980-2019
Acquis en 1979 par Transcontinental inc. Il sera dès 1980 sous la présidence et direction de Claude Beauchamp qui quitte Le Soleil et pour qui c’est un retour au journal de ses débuts.
La vision de Claude Beauchamp influencera cette période du journal. Il veut un journal indépendant et libre qui mise sur la rigueur et la compétence professionnelle. Il met de l’avant une méfiance du nationalisme et croit en l’entreprise privée et au droit d’association. Le journal privilégie le monde des affaires et les questions économiques.

### Depuis 2019
Le journal les affaires est vendu au Groupe Contex, nouvellement fondé, par Pierre Marcoux ancien président de TC Media et fils du fondateur de Transcontinental, Rémi Marcoux. Pierre Marcoux dira au moment d’annoncer l’acquisition : «La mission “Les Affaires”, qui consiste à fournir aux gens d’affaires les outils dont ils ont besoin pour prendre les bonnes décisions, est plus légitime que jamais.»

## Présentation
Le journal Les Affaires est spécialisé dans l'information d'affaires et offre des contenus qui nourrissent la réflexion en matière de stratégie d'entreprise, de management, d'entrepreneuriat et de finances personnelles. Il rejoint la communauté d'affaires québécoise par l'intermédiaire de ses publications, sites web, événements et bases de données.
La publication met en avant les acteurs économiques du Québec et traite des enjeux économiques autant sur la scène nationale qu'internationale. L’entrepreneuriat, le management, les technologies de l’information, les stratégies d’entreprise, la gestion et le commerce de détail font partie des thèmes abordés. Le journal a plusieurs chroniqueurs et journalistes qui analysent les faits économiques pour susciter la réflexion et l’action. Il fournit de l’information pour diriger des équipes, gérer des investissements et orienter tous les aspects liés aux affaires.
Le journal Les Affaires publie, depuis janvier 2020, quatorze numéros par année, proposant des contenus pratiques relatifs à la gestion ainsi qu'aux finances personnelles. Son lectorat est, de façon générale, une clientèle d'affaires et de personnes âgées entre 30 et 55 ans.

## Diffusion
Le journal publie mensuellement une version papier et quotidiennement une version numérique sur son site Web.

## Autre publications
Le groupe Les Affaires organise plusieurs événements destinés aux gens d'affaires. Il publie également le magazine trimestriel Les Affaires Plus (anciennement A+), spécialisé en finances personnelles.